# 德文郡公园草地网球俱乐部
德文郡公园草地网球俱乐部（英語：Devonshire Park Lawn Tennis Club）是位于英国伊斯特本的一个网球中心，该中心是每年一度的ATP和WTA巡回赛赛事——伊斯特本网球国际赛的举办地。其中心球场可容纳8000人。德文郡公园最初是作为板球场设计的，于1874年7月1日向公众开放，1879年，第一片网球场在其草坪上划定。
1877年，全英草地网球和门球俱乐部开始规范草地网球的规则，并于当年7月9日至16日在温布尔登举办了其首届锦标赛。1881年，该俱乐部举办了首届英格兰南部网球锦标赛，该项赛事直至1972年每年举办一次，共举办了136年。
2016年6月，英国草地网球协会（LTA）和伊斯特本市政会宣布了一项耗资4400万英镑的公园升级计划，新建包括一个表演球场和新的练习场。

## 其他用途
1881年，德文郡公园足球俱乐部（即现在的伊斯特本镇足球俱乐部）在未能确保获得吉尔德雷奇公园（Guildredge Park）附近的场地后，于1881年10月26日首次在此比赛。德文郡公园公司同意该俱乐部与板球俱乐部和网球比赛共同使用其设施。这项协议一直持续到1886年，当时网球运动变得更加重要，该足球俱乐部随之迁至附近的萨夫伦斯球场。

## 图片

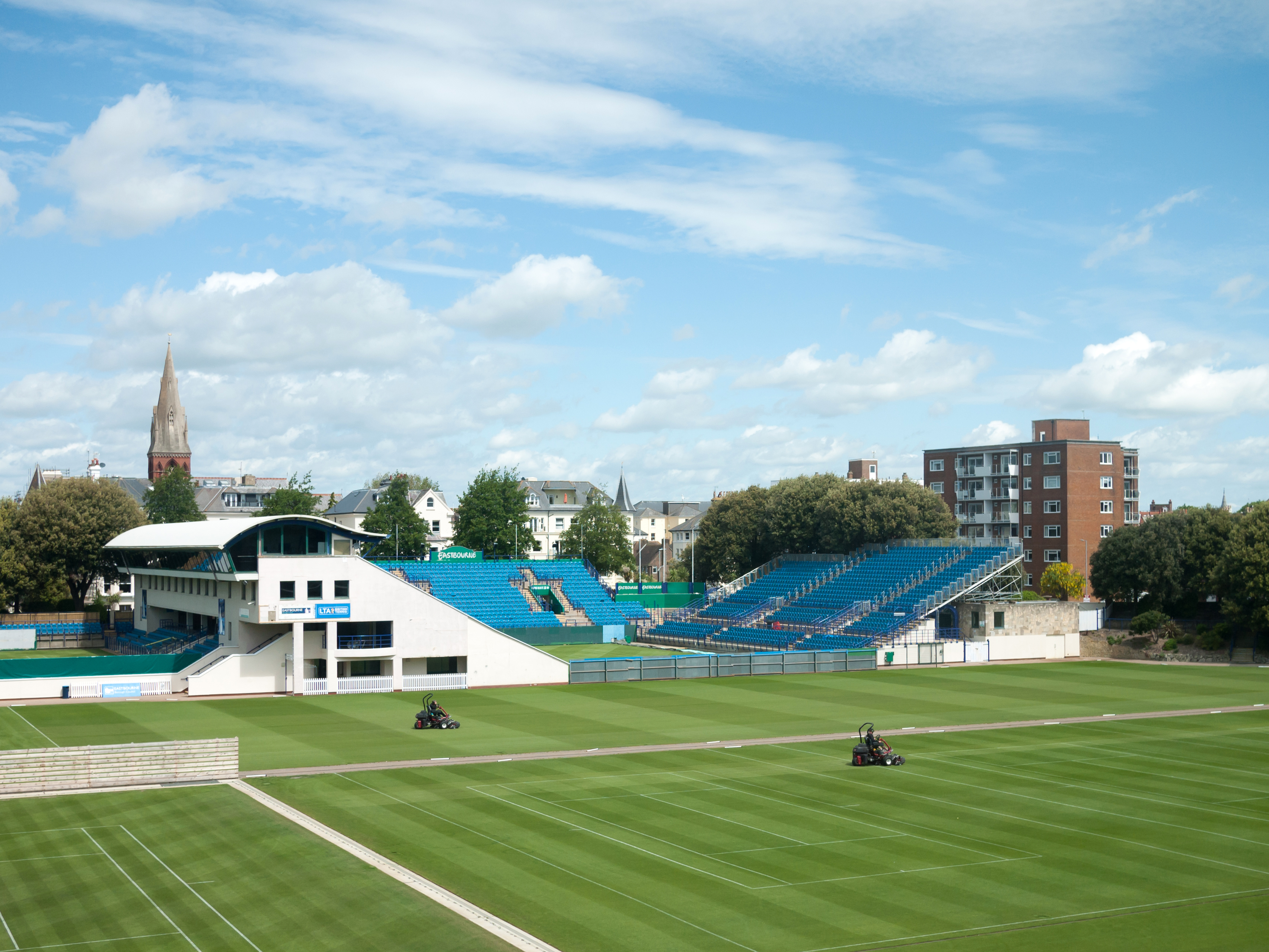
2019年5月的德文郡公园
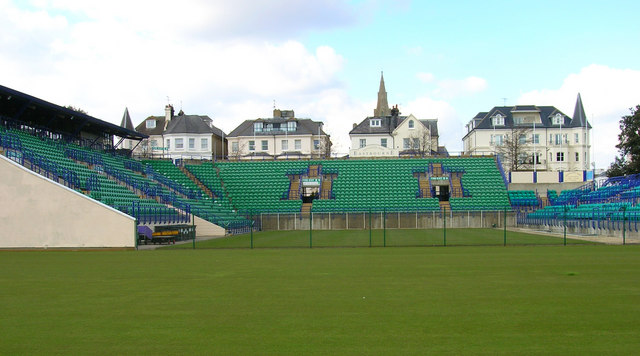
2006年4月的中央球场
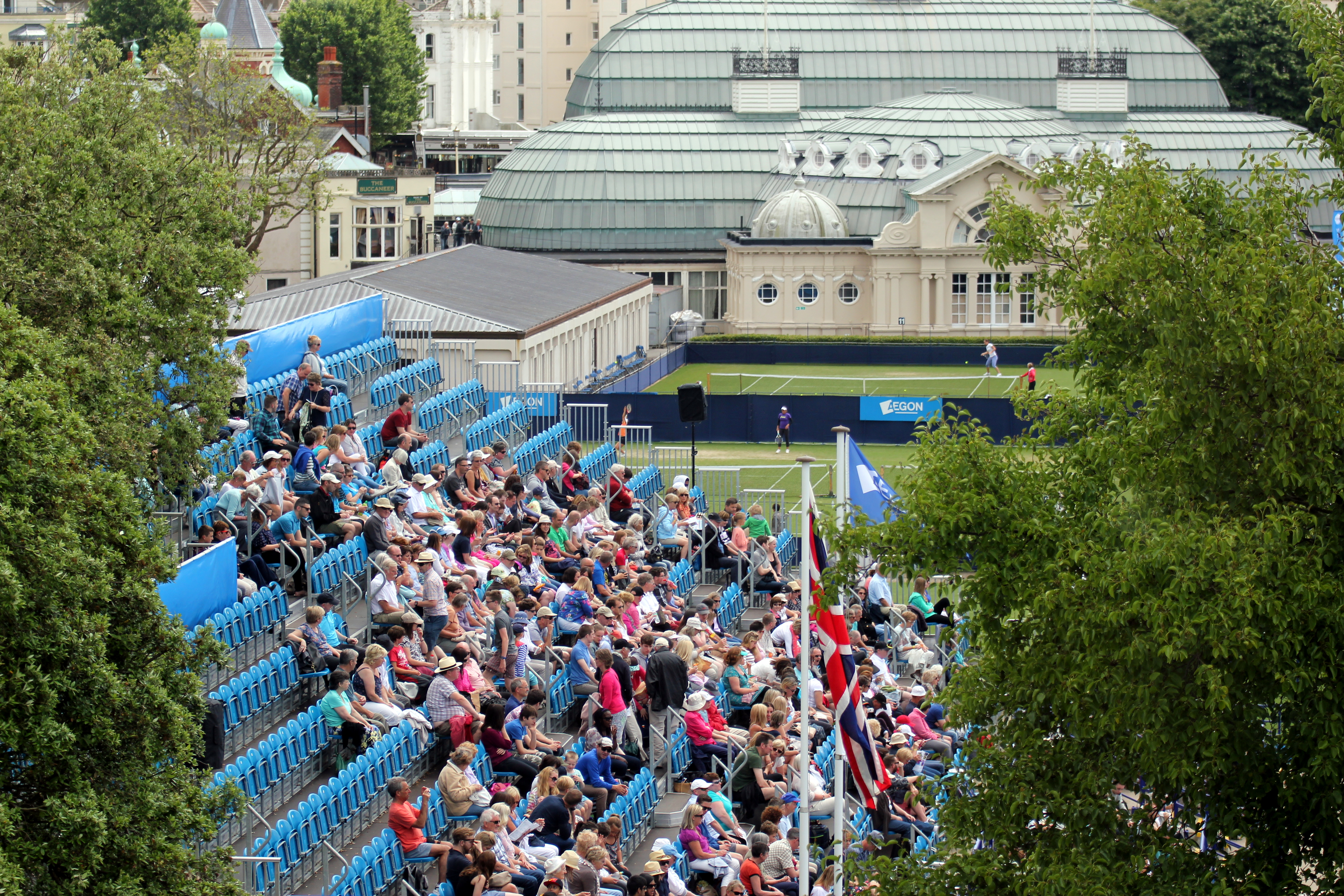
2014年伊斯特本网球国际赛时期的德文郡公园
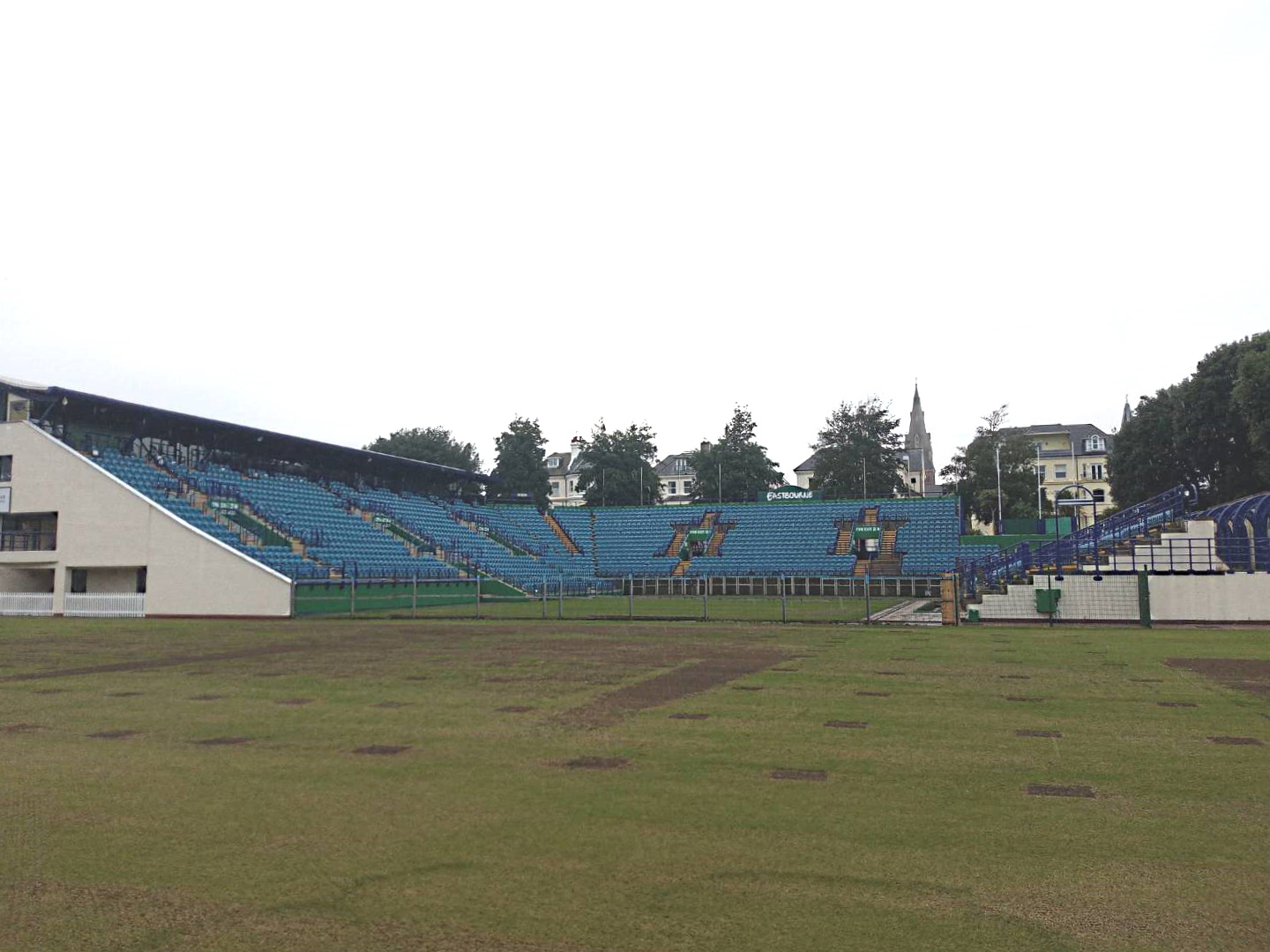
2021年9月的德文郡公园